# Бенджамін Шульте
Бенджамін Шульте (англ. Benjamin Schulte, 22 грудня 1995) — гуамський плавець.
Учасник Олімпійських Ігор 2012 року.